# Ray Park
Raymond Park, lepiej znany jako Ray Park (ur. 23 sierpnia 1974 w Glasgow) – brytyjski aktor, kaskader, mistrz sztuk walk. Najbardziej znany z roli Dartha Maula w filmach Gwiezdne wojny: część I – Mroczne widmo (głosu postaci użyczył Peter Serafinowicz) oraz Han Solo: Gwiezdne wojny – historie (głosu postaci użyczył Sam Witwer). Pojawił się także w filmach X-Men i G.I. Joe: Czas Kobry.